# Haemulon steindachneri
Haemulon steindachneri é uma espécie de peixe marinho da família Haemulidae, nativo do Oceano Pacífico oriental e do Oceano Atlântico ocidental. Foi originalmente descrito por David Starr Jordan e Charles Henry Gilbert em 1882. A espécie é frequentemente encontrada em cardumes sobre fundos de areia e lodo em águas costeiras rasas.

## Descrição morfológica
Haemulon steindachneri apresenta um corpo alongado e comprimido lateralmente, atingindo um comprimento máximo de aproximadamente 30 centímetros, embora o tamanho comum seja em torno de 20 centímetros. Sua coloração geral é prateada, com reflexos amarelados no dorso. A característica mais marcante é uma faixa escura e proeminente que se estende do olho até a base da nadadeira caudal. A boca é pequena e o seu interior é vermelho. Possui de 11 a 13 espinhos na nadadeira dorsal e 3 espinhos na nadadeira anal. As nadadeiras pélvicas e anal são amareladas.

## Distribuição e habitat
Possui uma distribuição disjunta, ocorrendo em duas populações distintas. No Pacífico Oriental, é encontrado desde o Golfo da Califórnia até o Peru. No Atlântico Ocidental, sua ocorrência se estende da Colômbia até o estado de Santa Catarina, no sul do Brasil.
No Maranhão, a espécie é registrada ao longo da costa, especialmente em estuários e baías com fundos arenosos e lamacentos, como a Baía de São Marcos e a Baía de São José. Habita preferencialmente águas costeiras rasas, com profundidades que variam de 1 a 60 metros, sendo mais comum em profundidades inferiores a 30 metros. Forma grandes cardumes que se abrigam próximos a estruturas rochosas ou recifais durante o dia e se dispersam para se alimentar durante a noite.

## Biologia e ecologia
A dieta de Haemulon steindachneri é composta principalmente por pequenos crustáceos, como copépodes e isópodes, além de poliquetas e outros invertebrados bentônicos que captura remexendo o substrato. Os juvenis são frequentemente encontrados em águas estuarinas e podem ser vistos em grande número em poças de maré.
A reprodução é externa, com a liberação de gametas na coluna d'água. As larvas são planctônicas e se desenvolvem em águas abertas antes de se assentarem em habitats costeiros. A espécie é um componente importante da fauna de acompanhamento na pesca de arrasto de camarão em várias regiões, incluindo a costa do Maranhão, onde é frequentemente capturada e, por vezes, comercializada em mercados locais.

## Estado de conservação
A União Internacional para a Conservação da Natureza (IUCN) classifica Haemulon steindachneri como uma espécie de Menor Preocupação (LC). A avaliação baseia-se em sua ampla distribuição geográfica, populações consideradas estáveis e ausência de ameaças generalizadas que possam causar um declínio significativo em escala global. Embora seja capturada como fauna acompanhante na pesca de arrasto, não há evidências de que essa pressão esteja impactando negativamente suas populações em toda a sua área de ocorrência.